# زردة (مقاطعة دالاهو)
زردة (بالفارسية: زرده) هي قرية تقع في قسم بان‌زرده الريفي (مقاطعة دالاهو) في إيران. يقدر عدد سكانها بـ 1,204 نسمة .